# Liga Rosarina de Futebol
A Liga Rosarina de Futebol (LRF) foi o principal órgão dirigente do futebol da cidade de Rosário entre os anos de 1905 e 1931. Atlético Argentino, Atlético del Rosario, Newell's Old Boys e Rosario Central fundaram a liga em 30 de março de 1905. Rosario Central e Tiro Federal saíram da LRF e fundaram, em 1912, a entidade dissidente denominada Federação Rosarina de Futebol (FRF). Em 1914, as duas ligas se fundiram em um único organismo. Rosario Central,  Gimnasia y Esgrima de Rosario e o Nacional saíram da LRF e fundaram, em 1920, a entidade dissidente denominada Associação Amadora Rosarina de Futebol (AARF). No ano seguinte, em 1921, Sparta e FC Santa Fe também aderiram à nova associação. As duas ligas voltariam a se unificar em 1922. A LRF foi extinta em 1931, pouco antes da profissionalização do futebol na Argentina.

## História

### Século XIX
- 1867 ― Fundação do Rosario Cricket Club, antecessor do Atlético del Rosario. Primeiros jogos de futebol na cidade.[2]
- 1871 ― Consolidação do sistema tático 2–3–5, modelo britânico adotado em Rosário.[2]
- 1889 ― Criação do Club Atlético Rosario Central, inicialmente como Central Argentine Railway Athletic Club.[3]

### Início do Século XX
- 1900–1907 ― Clubes de Rosário (Atlético del Rosario e Rosario Central) disputam a Copa de Competencia, organizada pela Argentine Football Association, entidade precursora da atual Associação do Futebol Argentino (AFA), contra equipes argentinas e uruguaias.[2]
- 1903 ― Fundação do Club Atlético Provincial.[2]
- 1903 (novembro) ― Fundação do Newell's Old Boys por ex-alunos do Colegio Comercial Anglo Argentino de Isaac Newell.[2]
- 1905 (29 de março) ― Fundação do Club Atlético Tiro Federal. A filiação do clube à LRF se daria em meados de 1906.[4]
- 1905 (25 de maio) ― Fundação do Club Atlético Argentino (mais tarde Gimnasia y Esgrima de Rosario).[2]
- 1905 ― Criação da Liga Rosarina de Fútbol, iniciativa de Víctor Heitz (presidente do Newell's Old Boys). Surge a Copa Santiago Pinasco, primeiro torneio organizado na província.[5]
- 1907 ― Criação da Copa Nicasio Vila (1ª divisão da Liga Rosarina). A Copa Pinasco passa a ser de 2ª divisão, e surge a Copa Comercio como torneio de terceira divisão.[2]

### Década de 1910
- 1912 ― Forte crise: agressões a árbitros, partidas suspensas e clubes desfilando da Liga. Rosario Central, Sparta e Tiro Federal rompem com a entidade.[2]
- 1913 ― Fundação da Federação Rosarina de Futebol, reunindo os clubes dissidentes.[2]
- 1914 ― Fusão da Liga Rosarina e da Federação Rosarina. Clubes retornam à Copa Nicasio Vila.[2]

### Década de 1920
- 1920 ― Nova crise: Rosario Central e outros clubes abandonam a Liga Rosarina e fundam a Asociación Amateurs Rosarina de Football, filiada à Asociación Amateurs de Football (AAmF).[2]
- 1922 ― Reintegração: Rosario Central e os demais dissidentes retornam à Liga Rosarina.[2]

### Década de 1930
- 1931 ― Transformação do futebol argentino: fim da era amadora e início do profissionalismo. Em Buenos Aires, o futebol profissional foi implementado em 18 de maio, enquanto em Rosário a profissionalização só se concretizou em 22 de junho. Nesse dia, foi criada oficialmente a Associação Rosarina de Futebol (ARF), substituindo a antiga LRF, que, no segundo semestre de 1931, organizou a Copa Vila com clubes amadores.[6]

## Presidentes
| #   | Presidente           | Período   | Notas | Fonte |
| --- | -------------------- | --------- | ----- | ----- |
| 1º  | Ricardo W. O. Le Bas | 1905–1909 |       | [ 7 ] |
| 2º  | Claudio L. Newell    | 1910–1911 |       | [ 7 ] |
| 3º  | Enrique Fidanza      | 1912–1913 |       | [ 7 ] |
| 4º  | Francisco Romero     | 1914      |       | [ 7 ] |
| 5º  | Alejandro E. Berruti | 1914–1915 |       | [ 7 ] |
| 6º  | Antonio Fradua       | 1915      |       | [ 7 ] |
| 7º  | Claudio L. Newell    | 1916–1917 |       | [ 7 ] |
| 8º  | Sebastián J. García  | 1918–1921 |       | [ 7 ] |
| 9º  | Alejandro E. Berruti | 1922      |       | [ 7 ] |
| 10º | Rómulo Barri         | 1922      |       | [ 7 ] |
| 11º | Enrique Sanguinetti  | 1923      |       | [ 7 ] |
| 12º | Víctor G. Heitz      | 1924–1925 |       | [ 7 ] |
| 13º | Pedro L. Arias       | 1926–1928 |       | [ 7 ] |
| 14º | José N. Antelo       | 1928–1930 |       | [ 7 ] |
| 15º | Alberto E. Labastié  | 1930      |       | [ 7 ] |
| 16º | Ramón I. Stringaro   | 1931      |       | [ 7 ] |

## Campeões
| #  | Edição | ― | Copa Santiago Pinasco | ― | Fonte |
| -- | ------ | - | --------------------- | - | ----- |
| 1ª | 1905   |   | Newell's Old Boys     |   | [ 1 ] |
| 2ª | 1906   |   | Newell's Old Boys     |   | [ 1 ] |

| 1. |

| #   | Edição | Primeira divisão  | Segunda divisão       | Terceira divisão    | Fonte |
| #   | Edição | Copa Nicasio Vila | Copa Santiago Pinasco | Copa Comercio       | Fonte |
| --- | ------ | ----------------- | --------------------- | ------------------- | ----- |
| 3ª  | 1907   | Newell's Old Boys | Tiro Federal          |                     | [ 8 ] |
| 4ª  | 1908   | Rosario Central   | Rosario Central       | Tiro Federal        | [ 8 ] |
| 5ª  | 1909   | Newell's Old Boys | Rosario Atlético      | Atlético Provincial | [ 8 ] |
| 6ª  | 1910   | Newell's Old Boys | Aprendices Rosarinos  | Peñarol de Rosario  | [ 8 ] |
| 7ª  | 1911   | Newell's Old Boys | Newell's Old Boys     | Atlético Provincial | [ 8 ] |
| 8ª  | 1912   | NÃO FOI CONCLUÍDO | Atlético Argentino    | Rosario Atlético    | [ 8 ] |
| 9ª  | 1913   | Newell's Old Boys | Atlantic Sportsmen    | Atlético Argentino  | [ 8 ] |
| 10ª | 1914   | Rosario Central   | Rosario Central       | Belgrano            | [ 8 ] |
| 11ª | 1915   | Rosario Central   | Rosario Central       | Rosario Central     | [ 8 ] |
| 12ª | 1916   | Rosario Central   | Rosario Central       | Atlético Provincial | [ 8 ] |
| 13ª | 1917   | Rosario Central   | Newell's Old Boys     | Rosario Central     | [ 8 ] |
| 14ª | 1918   | Newell's Old Boys | Tiro Federal          | Tiro Federal        | [ 8 ] |
| 15ª | 1919   | Rosario Central   | Rosario Central       | Tiro Federal        | [ 8 ] |
| 16ª | 1920   | Tiro Federal      | Tiro Federal          | Sparta              | [ 8 ] |
| 17ª | 1921   | Newell's Old Boys | Newell's Old Boys     | Belgrano            | [ 8 ] |
| 18ª | 1922   | Newell's Old Boys | Rosario Central       | Central Córdoba     | [ 8 ] |
| 19ª | 1923   | Rosario Central   | Central Córdoba       | Rosario Central     | [ 8 ] |
| 20ª | 1924   | Belgrano          | Calzada               | Belgrano            | [ 8 ] |
| 21ª | 1925   | Tiro Federal      | Tiro Federal          | Rosario Central     | [ 8 ] |
| 22ª | 1926   | Tiro Federal      | Rosario Central       | Rosario Central     | [ 8 ] |
| 23ª | 1927   | Rosario Central   | Central Córdoba       | Rosario Central     | [ 8 ] |
| 24ª | 1928   | Rosario Central   | Central Córdoba       | Alberdi New Boys    | [ 8 ] |
| 25ª | 1929   | Newell's Old Boys | Central Córdoba       | Tiro Federal        | [ 8 ] |
| 26ª | 1930   | Rosario Central   | Rosario Central       | Tiro Federal        | [ 8 ] |
| 27ª | 1931   | Zavalla           | Fisherton             | Intercambio         | [ 8 ] |
| 28ª | 1932   | Zavalla           | NÃO FOI CONCLUÍDO     | NÃO FOI CONCLUÍDO   | [ 8 ] |
| 29ª | 1933   | Intercambio       | ASCOT                 |                     | [ 8 ] |
| 30ª | 1934   | Zavalla           |                       |                     | [ 8 ] |

| 1. 2. |